# Taraxacum simulum
Taraxacum simulum là một loài thực vật có hoa trong họ Cúc. Loài này được Brenner miêu tả khoa học đầu tiên năm 1907.